# ایوتا موکوچیان
ایوتا موکوچیان (ارمنی: Իվետա Մուկուչյան؛ زادهٔ ۱۴ اکتبر ۱۹۸۶) یک خواننده، ترانه‌سرا، مدل و بازیگر اهل ارمنستان است. وی از سال ۲۰۰۹ میلادی تاکنون مشغول فعالیت بوده‌است.

## زندگی‌نامه
در ایروان به دنیا آمد. در سال ۱۹۹۲ میلادی به هامبورگ، آلمان نقل مکان نمود. در سال ۲۰۰۹ به ارمنستان بازگشت و در چهارمین دوره مسابقه استعدادیابی برای یافتن بهترین خواننده جوان در ارمنستان تحت عنوان های سوپراستار به مقام پنجم رسید
وی نماینده کشور ارمنستان در مسابقه آواز یوروویژن ۲۰۱۶ بود.

## نگارخانه

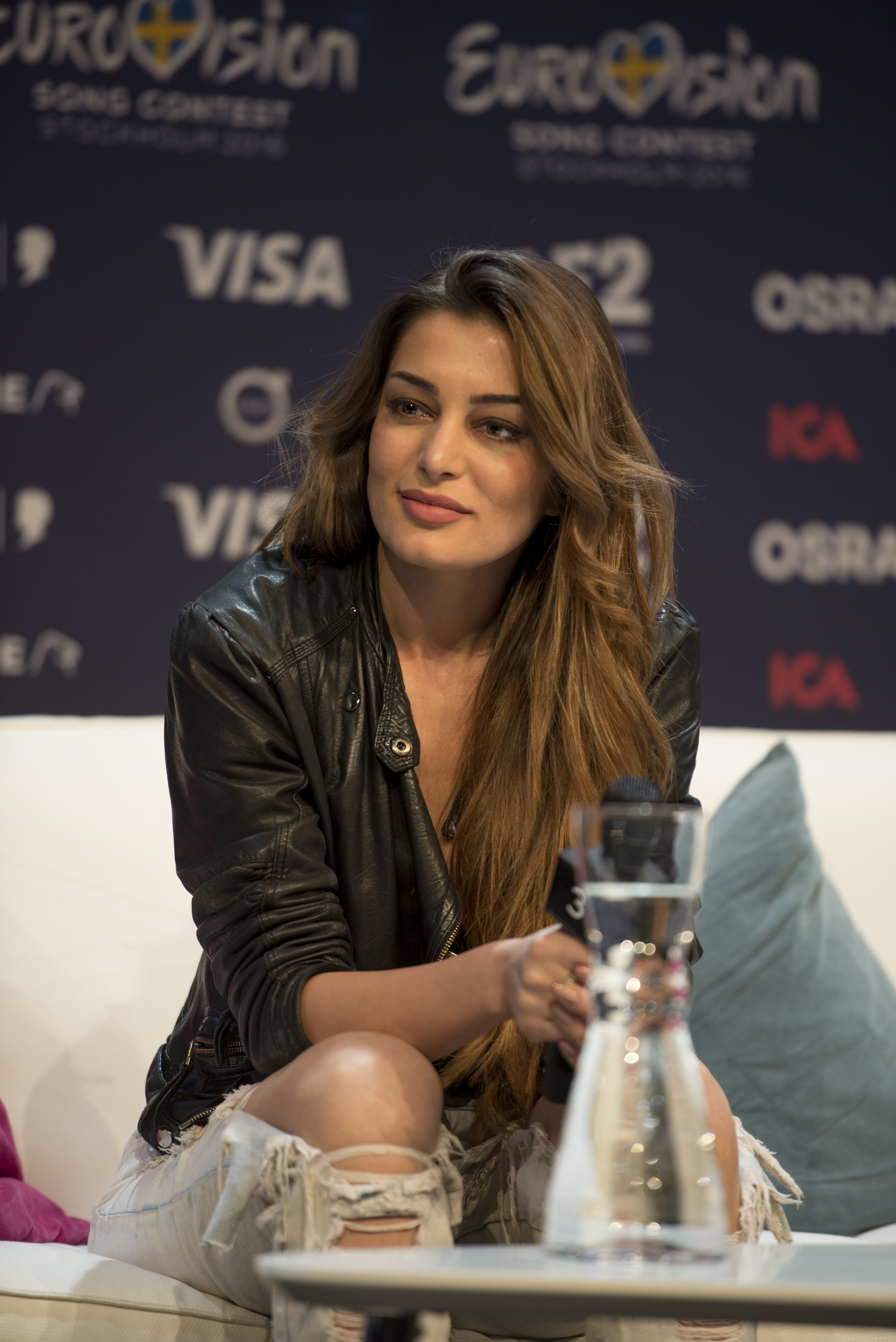
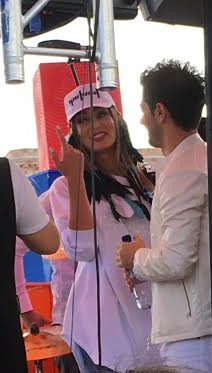

## فیلمشناسی
- فرار کن یا ازدواج کن (۲۰۱۶)
- مسیر رؤیایی ما (۲۰۱۷)